# Лобаново (Пермский край)
Лоба́ново — село в Пермском районе Пермского края. Административный центр Лобановского сельского поселения.

## География
Село Лобаново одно из старейших сел Пермского района.
Основано в 1698 году (Краткий исторический справочник, населенные пункты Пермского края, Пермь 2012 год).
Лобаново находится в юго-восточной части Пермского края в 17 километрах от города Перми по Сибирскому тракту.
По отношению к реке Каме село расположено на её левобережье, в 20 километрах от русла.
Рельеф местности холмисто-увалистый с наличием отдельных высот - Рыжевская гора, Лысая гора, Лобановский вал. Кроме того, местность пересечена сетью оврагов и речных долин. При выходе в речные долины, овраги переходят в пологие леса, заросшие травами и деревьями.
Территория Лобаново относится к полосе умеренно-холодного климата. Для него характерны продолжительная зима и теплое лето. Среднегодовая температура по многолетним данным Пермской метеостанции равна 1,8Со. Средняя температура января обычно равна -15Со, средняя температура июля равна +18,8Со.
Территория Лобаново находится во вторично елово-березовой южнотаежной природной зоне. В Лобаново протекает река Верхняя Мулянка, левый приток Камы. Исток Мулянки находится около селения Новая Бершеть. В неё впадают малые реки Большая и Малая Мельничная, Рыж, Большой и Малый Ветлан и другие.
Почвы сильноподзолистые и среднеподзолистые, нуждаются в органических и минеральных удобрениях.

## История
Основано в 1698 г. Первоначально — починок Лобаново, в 1715 г. — починок Юрья Лобанова.

## Традиции
В селе Лобаново традиционными стали следующие мероприятия: Новогоднее гуляние у Ёлки, Масленица, празднование Дня Победы и Митинг у Памятника погибшим воинам ВОВ, День села. С 2013 года ежегодно на территории Храма проводится духовно-исторический Фестиваль имени Александра Невского - это новая традиция, связанная с именем русского полководца 13 века, именем которого и назван Храм.

## Интересные люди
Иван Викторович Захарченко - директор областной сельскохозяйственной станции с 1965 года, а с 1988 года директор Пермского научно-исследовательского института сельского хозяйства, Заслуженный работник сельского хозяйства, Почетный гражданин Пермского района, отличник  народного просвещения, кавалер ордена Ленина и ордена «Знак Почета». Его имя носит одна из улиц села Лобаново. В 2014 году на стене научно-исследовательского института установлена мемориальная доска.
Александр Александрович Пономарев родился в 1921 году в деревне Большой Буртым (рядом с селом Лобаново), закончил 7 классов Лобановской школы, фабрично-заводское училище. В годы войны был разведчиком. Его подвиги написаны в книгах «Слава солдатская» (1970 год), «Победители потомкам» (2000 год), в газете «Ленинское знамя» (7 ноября 1984 года). Он кавалер 3-х орденов Славы (1, 2, 3 степени), двух орденов Отечественной войны, ордена Красного Знамени, награждён многими медалями. Сейчас готовятся документы для установления мемориальной доски на доме, где жил Александр Александрович и на присвоение его имени одной из улиц села Лобаново. 

## Население
В 2010 году в Лобаново проживало 4280 жителей, а в 2015 году - 5681 человек.

Рост населения села связан со строительством жилого фонда, больницы, поликлиники, детского сада, Дома спорта, магазинов. Началось строительство Первого Пермского микрорайона, оснащенного всей инфраструктурой. Лобаново становится пригородным поселением, где удобно и хорошо жить.
| 2002 | 2008  | 2010  | 2021  |
| ---- | ----- | ----- | ----- |
| 3654 | ↘3594 | ↗4280 | ↗6318 |

## Социальная сфера и экономика

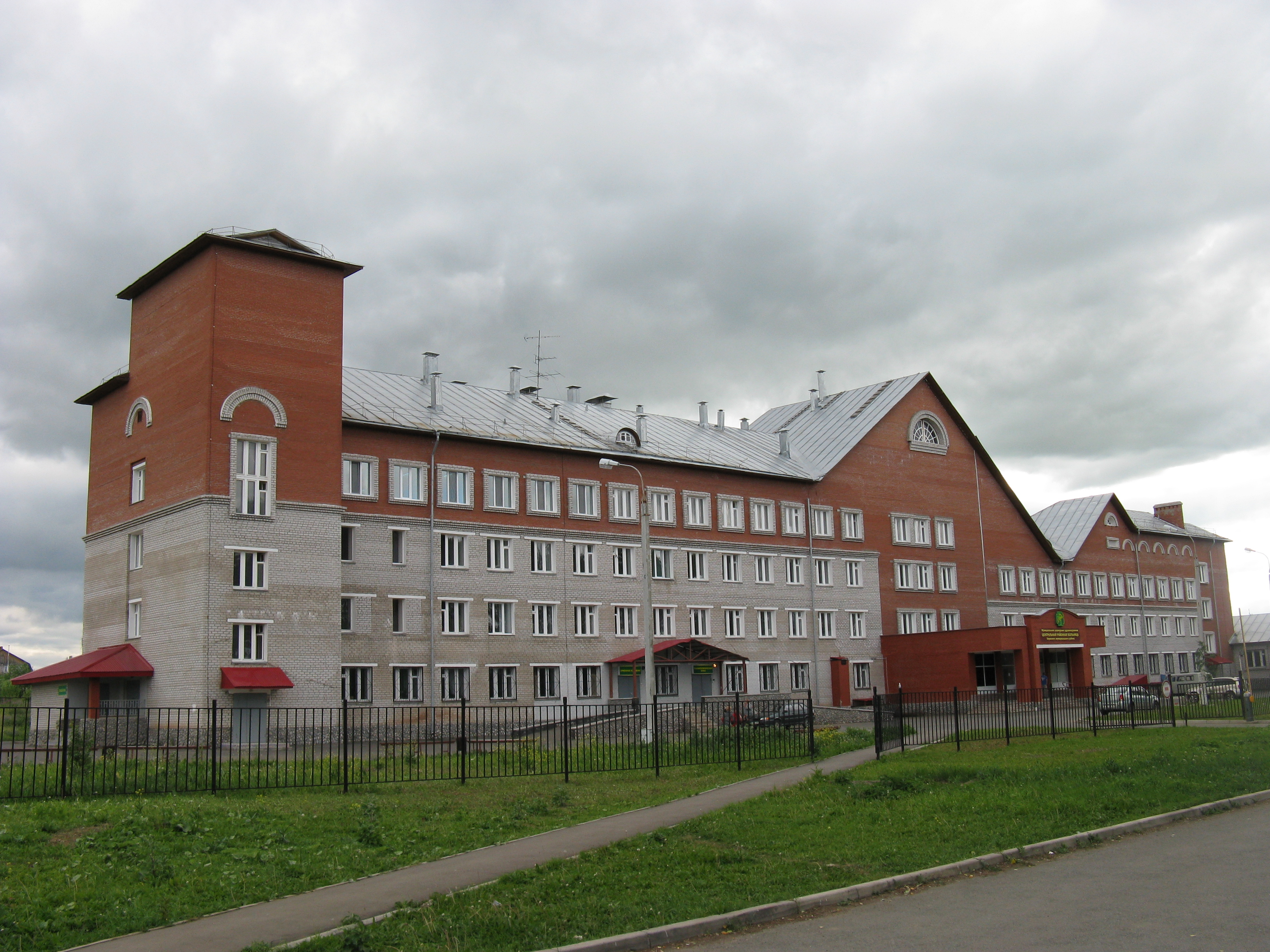
Центральная районная больница

В Лобаново расположены следующие значимые объекты:
- Центральная районная больница Пермского муниципального района (ЦРБ). Обслуживает 90 тыс. человек, включает в себя кардиологическое, неврологическое, хирургическое и травматологическое отделения в общей сложности на 95 коек[4].
- Пермский научно-исследовательский институт сельского хозяйства (ПНИИС-Х)[5]
- Дом спорта
- Детская школа искусств
- Дом культуры
- Администрация Лобановского поселения

## Транспорт
Городские маршруты
- автобус № 121: Лобаново — Липовая гора — Велта — ул. Чкалова — Комсомольская площадь — Ц.Рынок - ТЦ "СпешиLove".

Пригородные маршруты
- автобус № 102: Лобаново — Мулянка
- автобус № 111: Автостанция южная — Лобаново — Мостовая
- автобус № 341: Автостанция южная — Лобаново — ЗАТО Звездный
- автобус № 377: Горный — Лобаново — Верхние Муллы
- автобус № 442: ТЦ Шоколад — Лобаново — п. Юг
- автобус № 443: Автостанция южная — Лобаново — Кукуштан
- автобус № 628: Автостанция южная — Лобаново — Курашим
- автобус № 747: Кондратово - Верхние Муллы — Лобаново — Курашим
- автобус № 748: Кондратово - Верхние Муллы — Лобаново — Платошино

## Достопримечательности

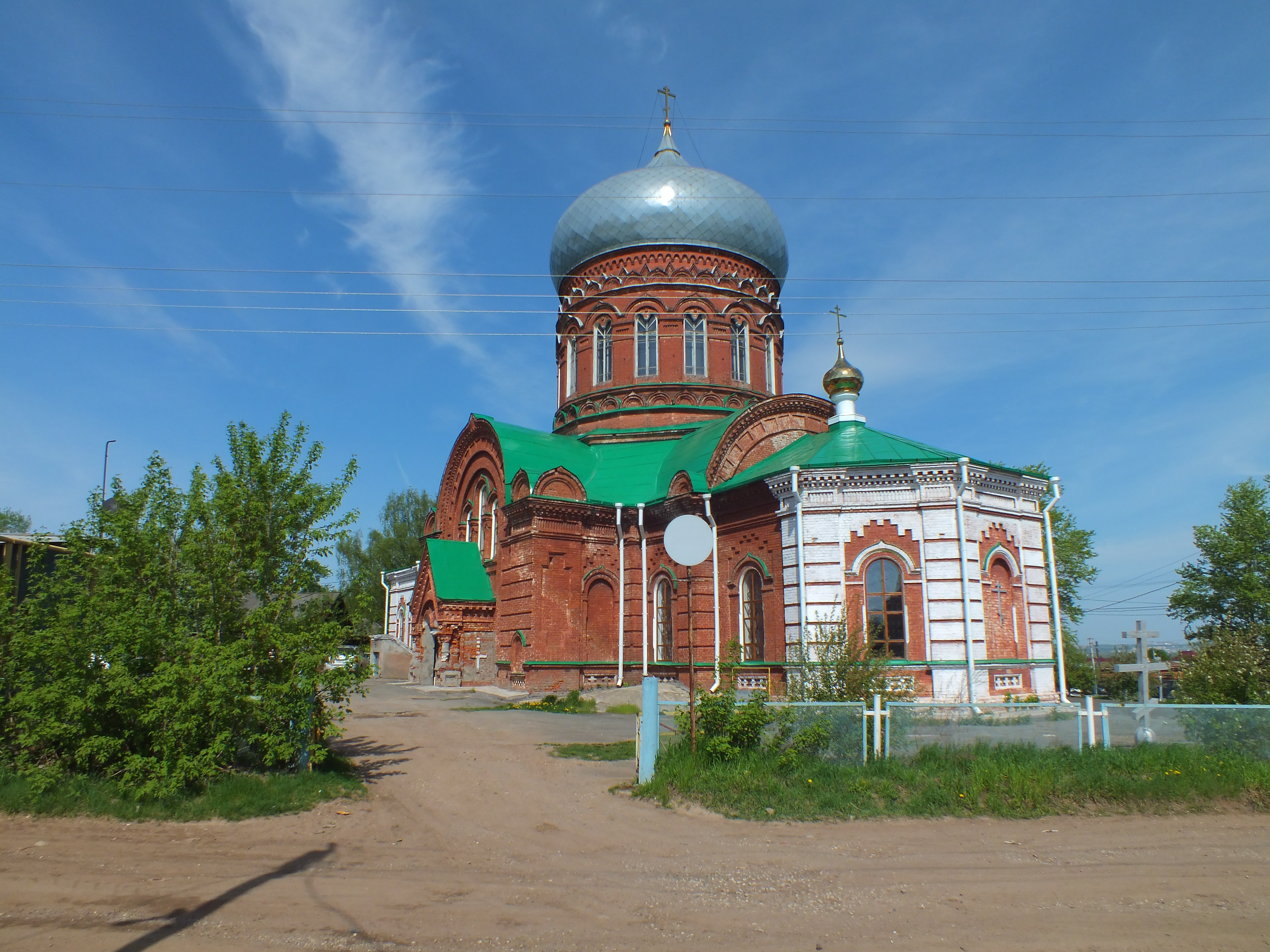
Церковь Александра Невского

В центре Старого Лобаново находится церковь во имя святого князя Александра Невского, построенная на средства прихожан в русско-византийском стиле и освящённая в 1913 году. В 30-е годы 20 века была закрыта, а её священник Иван Королев в 1937 году расстрелян, здание церкви было превращено в склад, затем в поселочный цех, а в 70-е годы в ресторан «Посад». В 1989 году в результате опроса референдума жителей Лобаново ресторан был закрыт и храм был передан верующим.
В 1985 году в центре Нового Лобаново был воздвигнут памятник «Участникам Великой Отечественной войны от благодарных односельчан». Автор памятника Владимир Иванович Иванов. На стене за памятником указаны фамилии 297 участников Великой Отечественной войны села Лобаново и окрестных деревень.